# كوميت (دبابة)
دبابة كوميت (بالإنجليزية: Comet tank) ويُطلق عليها أيضًا دبابة الفرسان كوميت (أيه 34) هي دبّابة فرسان بريطانيّة، بدأت في الخدمة بالقوّات المُسلَّحة البريطانيّة في نهاية الحرب العالمية الثانية، كما استخدمتها عدّة دول حول العالم لاحقًا.

## التاريخ
قامت شركة ليلاند موتورز البريطانيّة بإنتاج 1,186 دبّابة من نوع كوميت عام 1944 لدعم قوّات الحلفاء في الحرب العالميّة الثانية، ولتكون كنسخة مُطوَّرة عن دبّابة كرومويل البريطانية، حتى تستطيع مقاومة دبّابات بانثر والنمر-1 الألمانيتين. ظلت هذه الدبّابة في الخدمة البريطانيّة حتى 1958، ولكنّها ظلت تعمل في بعض الحالات لدى جيوش مختلفة حول العالم حتى ثمانينات القرن العشرين. شاركت الدبّابة أيضًا في الحرب الكورية في الخمسينات من القرن العشرين.

## المستخدمون
- جمهورية أيرلندا
- بورما
- جنوب أفريقيا
- فنلندا
- كوبا
- المملكة المتحدة

## وصلات خارجية
- مواصفات مفصلة وبيانات الأداء لدبابة كوميت (بالإنجليزية)
- مواصفات الدبابة، OnWar (بالإنجليزية)
- صور الدبابة